# Politikåret 2021

## Pågående händelser

### Stora händelser

#### Coronaviruspandemin
Coronapanademin, som präglat föregående år, präglar även inledningen av året och EMA godkänner flera vaccin löpande. Det första vaccinet som godkänns 2021 är Modernas kandidat som godkäns den 6 januari, följt av Astra Zenecas kandidat den 29 januari. Den 11 mars godkänner EMA Janssens vaccinkandidat, som ännu inte använts i Sverige.

## Händelser

### Januari

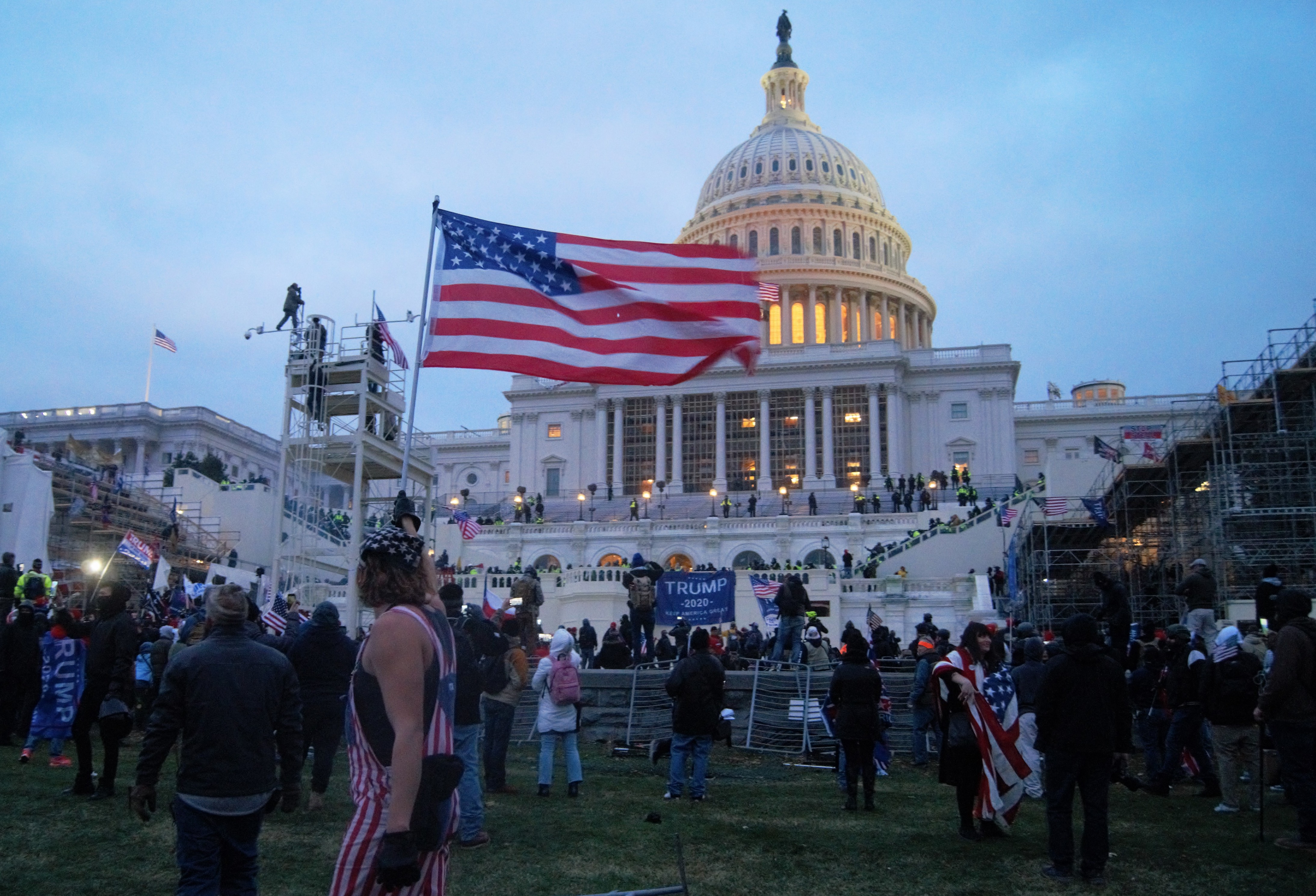
USA:s kongress stormas.

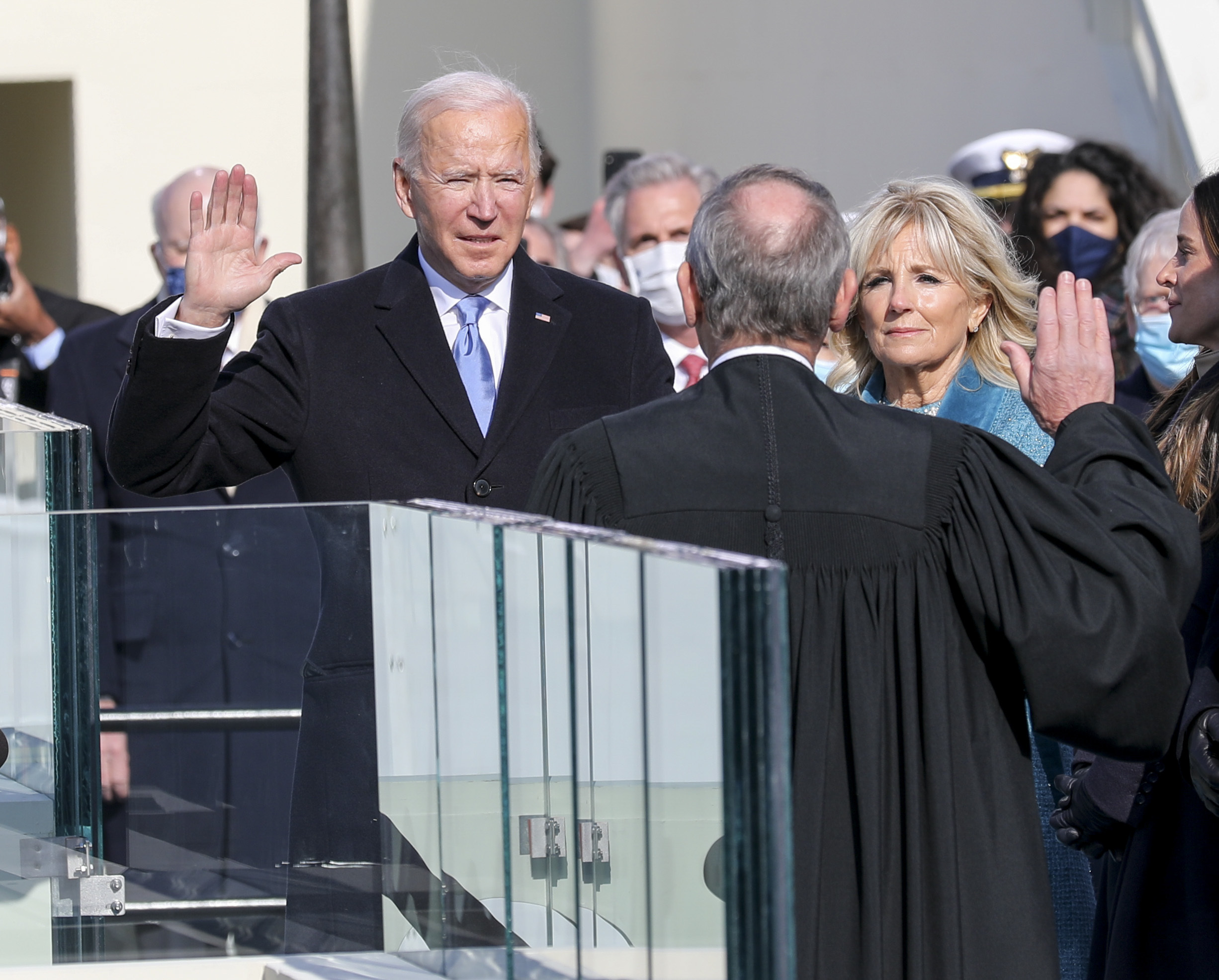
Joe Biden svärs in som USA:s 46:e president.

- 6 januari – Anhängare till USA:s president Donald Trump stormar den amerikanska kongressbyggnaden och hindrar tillfälligt sammanställningen av elektorsrösterna i presidentvalet.
- 10 januari - Nordkoreas ledare Kim Jong-un blir omvald som generalsekreterare för Koreas arbetarparti. Han tillträdde posten efter sin pappa Kim Jong-il som dog 2011.[1]
- 13 januari – Andra riksrätten mot Donald Trump beslutas av Representanthuset i USA:s kongress som en direkt följd av stormningen av Kapitolium en vecka tidigare.
- 13 januari – En regeringskris i Italien inleds efter att koalitionsregeringen spruckit.[2]
- 15 januari – Protester i flera regioner av Brasilien där människor protesterar mot och för landets strategi mot coronaviruspandemin.[3]
- 20 januari – Joe Biden svärs in som USA:s 46:e president, med Kamala Harris som vicepresident.[4]
- 26 januari – Kaja Kallas blir Estlands första kvinnliga premiärminister efter att den förra regeringen avsatts i en korruptionsskandal.[5]

### Februari
- 1 februari – En statskupp genomförs i Myanmar, där militären fängslar presidenten Aung San Suu Kyi och hennes kabinett. Militären utropar ett årslångt undantagstillstånd.[6]
- 2 februari – Den ryske regimkritikern och oppositionelle politikern Aleksej Navalnyj döms till 3,5 års fängelse för att han inte inställt sig hos sin övervakare under den tid han vårdades för förgiftning i Tyskland.[7]
- 7 februari – Första omgången vid presidentvalet i Ecuador hålls, och vänsterkandidaten Andrés Arauz får flest röster, följd av konservative Guillermo Lasso. De två ska mötas i en andra valomgång 11 april.[8]
- 13 februari – Mario Draghi tillträder som Italiens premiärminister.
- 15 februari – Ngozi Okonjo-Iweala utses till generaldirektör för Världshandelsorganisationen. Mandatperioden inleds 1 mars.

### Mars
- 31 mars – Ett statskuppsförsök genomförs i Niger.[9]

### April
- 11 april – Andra omgången vid presidentvalet i Ecuador hålls, och Guillermo Lasso vinner.[8]

### Maj
- 16 maj – Val till Sametinget i Sverige hålls.[10]
- 23 maj – Den belarusiske journalisten och aktivisten Raman Pratasevitj arresteras, efter att ett Ryanair-flygplan på väg från Aten till Vilnius tvingats landa på Minsks internationella flygplats.
- 24 maj – Guillermo Lasso svärs in som Ecuadors president.
- 25 maj – EU inför sanktioner mot Belarus efter ett passagerarflygplan tvingats ner.[11]

### Juni
- 13 juni – Naftali Bennett tillträder posten som Israels premiärminister efter att ha förhandlat fram en koalition mellan Nya högern och Yesh Atid.
- 17 juni – V, SD, KD och M hotar regeringen Löfven med misstroendeförklaring över ett utredningsbetänkande om fri hyressättning vid nyproduktion.
- 21 juni – I Sverige fälls Regeringen Löfven II i en misstroendeförklaring med 181 av 349 röster. Det leder till regeringskris i Sverige.
- 28 juni – Regeringen Löfven II avgår då Statsminister Stefan Löfven begär att bli entledigad. Regeringen övergår därefter till att bli en övergångsregering.

### Juli
- 1 juli – Kinas kommunistiska parti firar 100-årsjubileum.[12]
- 7 juli – Stefan Löfven väljs åter till statsminister av Sveriges riksdag med 116 ja-röster mot 173 nej-röster. 60 ledamöter avstod från att rösta.
- 7 juli – Haitis president Jovenel Moïse mördas i sitt hem.
- 9 juli – Regeringen Löfven III tillräder som Sveriges regering.
- 25 juli – Tunisiens president Kaïs Saïed upplöser parlamentet och avskedar premiärminister Hichem Mechichi i vad som av oppositionen beskrivs som en kupp.[13]

### Augusti
- 15 augusti – Afghanistans president Ashraf Ghani flyr från landet efter Kabuls fall under Talibanoffensiven 2021, varpå talibanerna övertar regeringsmakten.
- 22 augusti – Sveriges statsminister och partiledare för Socialdemokraterna Stefan Löfven meddelade under Socialdemokraternas sommartal att han kommer avgå som partiledare och statsminister vid partikongressen i Göteborg den 3-7 november 2021.[14]

### September
- 13 september – I stortingsvalet i Norge får oppositionen till vänster om sittande statsminister Erna Solberg majoritet och Arbeiderpartiets Jonas Gahr Støre kan bilda ny regering.
- 14 september – Riksmötet 2021/2022 öppnas av kung Carl XVI Gustaf. Statsminister Stefan Löfven avger sin sista regeringsförklaring, vilken prioriterar jobb, klimat, välfärd och trygghet.[15][16]
- 15 september – Partiledardebatt i riksdagen, med avtackning av statsminister Stefan Löfven som aviserat sin avgång till november 2021, och därför gör sin sista partiledardebatt i riksdagens kammare.
- 19 september – Kyrkovalet i Svenska kyrkan 2021 genomförs. Tretton nomineringsgrupper kandiderar för mandat i det nationella kyrkomötet, och många fler för platser i stifts- och kyrkofullmäktige.
- 26 september – Val till Tysklands förbundsdag genomförs. Socialdemokratiska SPD blir största parti. Liberala FDP och Die Grünen går framåt, medan regerande CDU/CSU som väntat backar. Även AfD och Die Linke backar. Die Linke klarar inte heller femprocentspärren, men räddas kvar av en lagregel om minoritetsskydd.[17][18]
- 29 september – De flesta restriktioner och begränsningar som införts i det svenska samhället i syfte att begränsa spridningen av virus i den pågående Covid-19-pandemin som sveper över landet och världen, tas bort med hänvisning till sjunkande smittotal och omfattande vaccinering bland befolkningen.

### Oktober
- 9 oktober – Österrikes förbundskansler Sebastian Kurz tvingas avgå efter korruptionsanklagelser. Posten tas över av utrikesminister Alexander Schallenberg.
- 15 oktober
  - En tillfällig lag utökar regeringens möjligheter att ge tidsbegränsat tillstånd för täkt av kalksten.[19] Bakgrunden är att miljötillståndet för Cementas cementfabrik i Slite på Gotland. Frågan delar miljöpartiet och socialdemokraterna i regeringen.
  - Den brittiske parlamentsledamoten sir David Amess knivhuggs till döds vid ett valkretsmöte i Belfairs metodistkyrka i Leigh-on-Sea av en okänd man.
- 15–17 oktober – Miljöpartiet håller partikongress digitalt. Vid kongressen uppmärksammas även att partiet fyllde 40 år.
- 21–24 oktober – Moderaterna genomför sin arbetsstämma i Helsingborg, inför riksdagsvalet 2022.
- 25 oktober – Sudans militär fängslar civila ledare, inklusive premiärminister Abdalla Hamdok, och tar makten i en statskupp. Händelserna följer på ett misslyckat kuppförsök månaden innan.[20]
- 31 oktober–12 november – Förenta nationernas klimatkonferens 2021 i Glasgow

### November

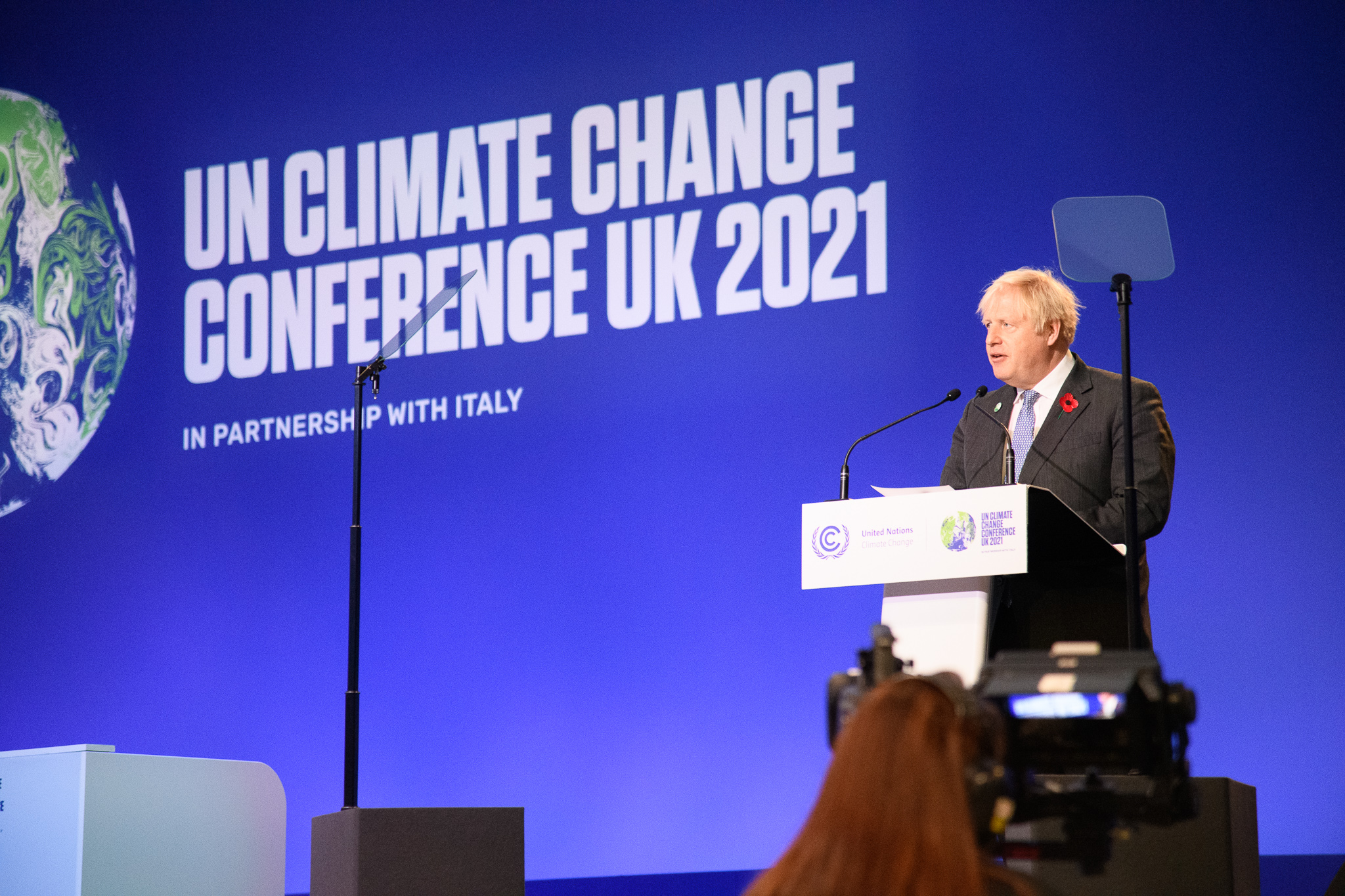
Storbritanniens premiärminister Boris Johnson håller inledningsanförande vid Förenta nationernas klimatkonferens den 1 november 2021.

- 1–12 november genomförs Förenta nationernas klimatkonferens 2021 i Glasgow, Storbritannien.
- 3 november – Regeringen utser Karolina Ekholm till ny riksgäldsdirektör och chef för Riksgälden. Professorn och förre vice riksbankschefen Ekholm blir den första kvinnan på uppdraget, och tillträder 1 februari 2022.[21]
- 3–7 november håller socialdemokraterna kongress. Kongressens andra dag väljs Magdalena Andersson till partiordförande.[22]
- 12–14 november håller Kristdemokraterna riksting i Linköping. På dagordningen står partiets valplattform inför valåret 2022.
- 18 november – Regeringen beslutar att ge Cementa tillfälligt tillstånd att bryta kalksten i Slite, Gotland, till och med 31 december 2021. Beslutet fattas med stöd av en speciallag som bara gäller under hösten 2021.[23]
- 19–21 november håller Liberalerna landsmöte i Linköping. Partiet upprepar sitt beslut att efter valet 2022 försöka bilda en borgerlig regering, där Sverigedemokraterna inte ingår och där budget i första hand förhandlas inom regeringen. SD kan dock utgöra regeringsunderlag.[24] Nyamko Sabuni omvaldes som partiordförande.
- 24 november
  - Kl 10:00: Magdalena Andersson väljs till Sveriges statsminister i en statsministeromröstning i riksdagen.[25]  Hon är den första kvinnan som väljs till ämbetet.
  - Kl 16:10: Riksdagen röstar ned regeringens förslag till statsbudget 2022 och bifaller i stället Moderaternas, Sverigedemokraternas och Kristdemokraternas budgetförslag.[25]
  - Kl 17:00: Miljöpartiet meddelar att de lämnar regeringssamarbetet med Socialdemokraterna, för att inte behöva genomföra en politik som tillkommit på förslag av Sverigedemokraterna.[26]
  - Kl 17:30: Magdalena Andersson begär hos talmannen att entledigas från uppdraget som statsminister med anledning av att regeringsunderlaget förändras och regeringens förtroende därför behöver prövas av riksdagen på nytt.[25]
  - Kl 18:00: Talmannen meddelar att han godkänner Magdalena Anderssons begäran om entledigande, och att han nu avser diskutera situationen med gruppledarna i riksdagen.[27]
- 25–28 november – Sverigedemokraterna håller sina landsdagar i Karlstad. Jimmie Åkesson valdes igen till partiordförande.[28] Partiet går till val på att förbjuda muslimska friskolor[29] och en satsning på återvandring för invandrare i utanförskap.[30] Partiledningen fick stort mandat att förhandla om regeringsmakten efter valet 2022.[31]
- 29 november – Magdalena Andersson väljs till Sveriges statsminister ännu en gång i en statsministeromröstning i riksdagen. Hon tillträder formellt som statsminister den 30 november 2021 i Regeringen Andersson.
- 30 november
  - Sandra Mason tillträder som Barbados första president, då landet blir en republik, från att tidigare varit en monarki med Elizabeth II som statschef. Mason var tidigare Barbados generalguvernör.
  - Magdalena Andersson håller sin regeringsförklaring[32] och anmäler vilka statsråd som ingår i Regeringen Andersson.[33] Klockan 13:00 samma dag hölls skifteskonselj, där Andersson och regeringens övriga statsråd tillträdde sina ämbeten. Därmed avgick också regeringen Löfven III.[34]

### December

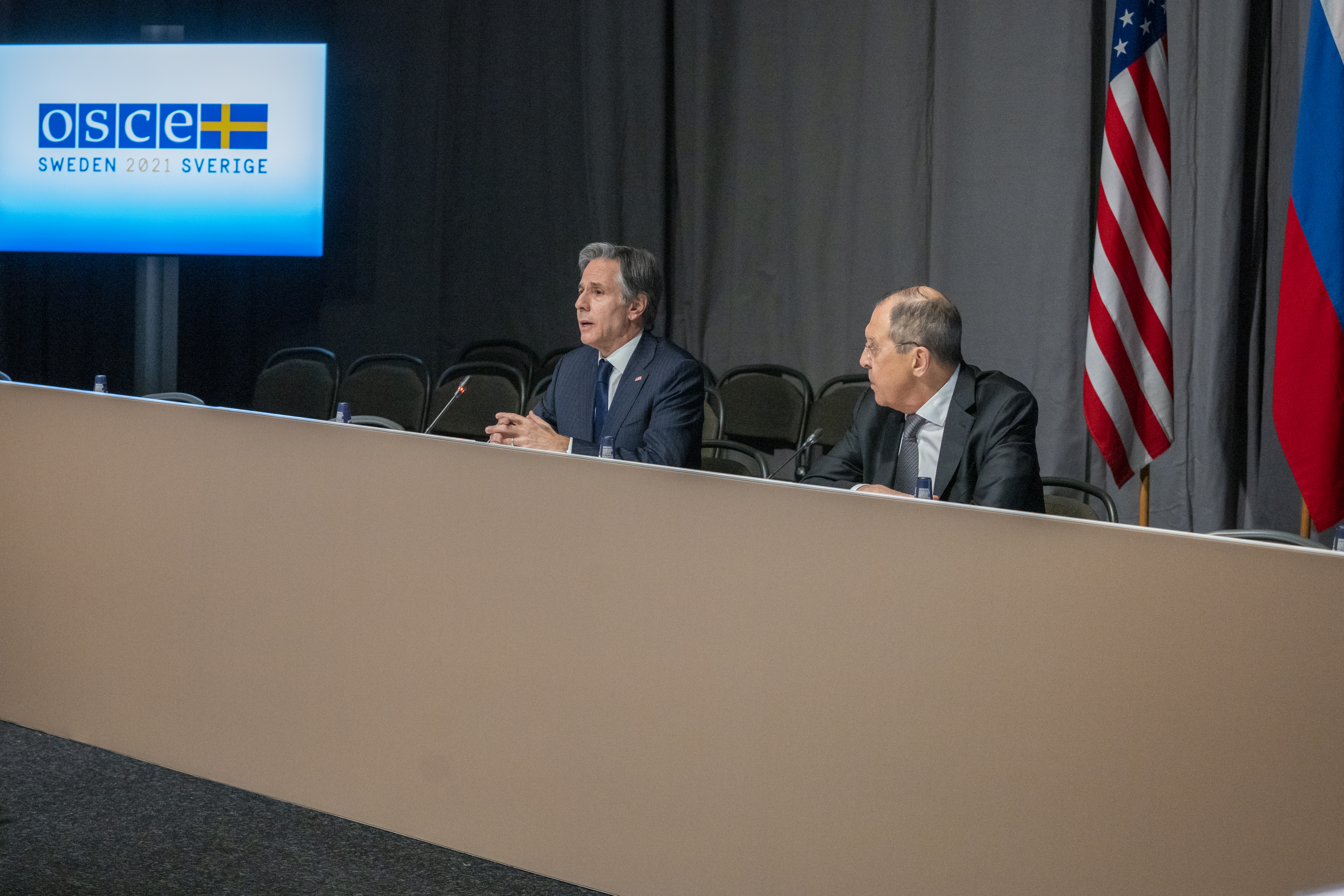
USA:s utrikesminister Antony Blinken (vänster) träffade sin ryske kollega Sergej Lavrov (höger) i samband med OSSE:s ministerråd den 2–3 december.

- USA:s utrikesminister Antony Blinken (vänster) träffade sin ryske kollega Sergej Lavrov (höger) i samband med OSSE:s ministerråd den 2–3 december.2–3 december – OSSE:s ministerråd träffades i Arlandastad, med Sverige som värdnation. Vid mötet diskuterades bland annat konflikten i och omkring Ukraina. Rysslands och USA:s utrikesministrar genomförde ett uppmärksammat bilateralt möte den 2 december.[35]
- 4 december – I presidentvalet i Gambia får den sittande presidenten Adama Barrow förnyat förtroende med 53 % av rösterna.[36]
- 6 december – Karl Nehammer utses till Österrikes förbundskansler sedan Alexander Schallenberg meddelat sin avgång efter mindre än två månader på posten.
- 8 december – Olaf Scholz väljs till ny förbundskansler, med stöd av den så kallade trafikljuskoalitionen bestående av socialdemokratiska SPD (röd), liberala FDP (gul) och gröna Die Grünen (grön). Valet bekräftades samma dag av president Frank-Walter Steinmeier som i enlighet med grundlagen utsåg Scholz till ny kansler och därmed entledigade Angela Merkel från uppdraget.[37]
- 13 december – Danmarks förra integrationsminister Inger Støjberg döms i riksrätt till 60 dagars ovillkorligt fängelse, för att ha brutit mot förvaltningsrättsliga principer och Europakonventionen om de mänskliga rättigheterna när hon i februari 2016 gav det danska migrationsverket Udlændingestyrelsen i uppdrag att skilja minderåriga makar från deras äldre män utan att pröva varje fall individuellt.[38]
- 15 december – Offentlighets- och sekretesslagen skärps så att vissa personliga och ekonomiska förhållanden som hanteras av kommissionen för granskning av regeringens, Utrikesdepartementets och utlandsmyndigheternas arbete med Dawit Isaaks och Gui Minhais frigivning inte längre är offentlig handling.[19][39]
- 17 december – Visselblåsardirektivet till skydd för personer som rapporterar missförhållanden träder i kraft.[19]
- 19 december – Vänsterpolitikern Gabriel Boric väljs till Chiles president och blir 35 år gammal landets yngste president någonsin.

## Avlidna

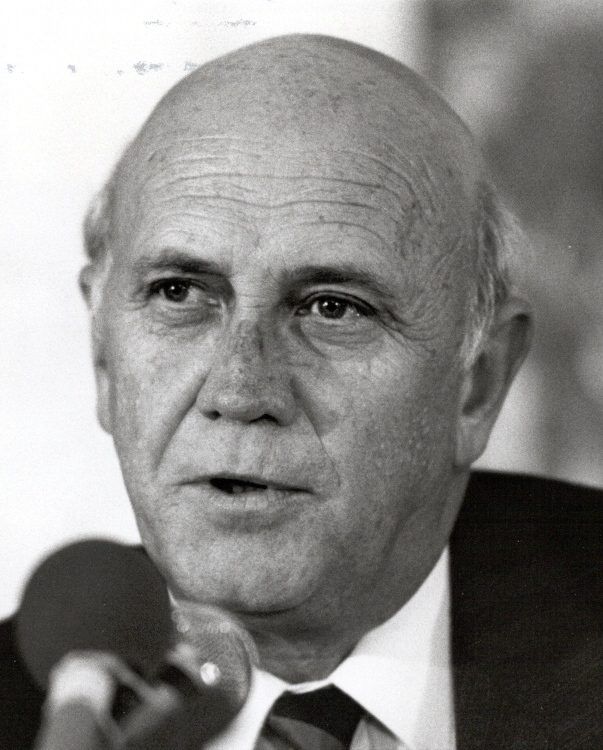
Den sydafrikanske presidenten och fredspristagaren F.W. de Klerk avled 11 november, 85 år.

- 2 januari – Elver Jonsson, 84, riksdagsledamot (1971–2002), kommunalråd (2002–2006) och kommunfullmäktiges ordförande (2006–2010) i Alingsås kommun. Ordförande i Svenska Missionsförbundet (1985–1997).[40][41]
- 18 januari – Per-Richard Molén, 87, riksdagsledamot (1982–1988, 1991–1994, 1998–2002.)[40]
- 23 januari – Karl Erik Olsson, 82, lantbrukare, riksdagsledamot (1976–1979, 1985–1995), europaparlamentariker (1995-2004), ordförande i SPF Seniorerna.[40]
- 14 februari – Staffan Anger, 77, civilekonom, riksdagsledamot (2006–2014), kommunfullmäktig och ledamot av kommunstyrelsen i Västerås.[40]
- 17 mars – John Magufuli, 61, Tanzanias president 2015–2021.
- 6 april – Maj Britt Theorin, 88, riksdagsledamot (1971–1995), europaparlamentariker (1995–2004). Freds- och antikärnvapenaktör.[40][42]
- 26 maj – Bengt Gustavsson, 96, riksdagsledamot (1958–1980), landshövding (1980–1990), ledamot i Kungliga Krigsvetenskapsakademin.[40]
- 16 juni – Bengt Göransson, 88, Svensk tidigare socialdemokratisk politiker, riksdagsledamot och kultur- och skolminister.[43]
- 17 juni – Kenneth Kaunda, 97, Zambias president 1964–1991.
- 24 juni – Benigno Aquino III, 61, Filippinernas president 2010–2016.
- 29 juni – Donald Rumsfeld, 88, amerikansk republikansk politiker, försvarsminister 1975–1977 och 2001–2006.
- 7 juli
  - Rolf K. Nilsson, 65, journalist och riksdagsledamot (2006–2010).[40][44]
  - Margareta Viklund, 91, riksdagsledamot (1991–1994, 1998–2002). Ordförande för Kristdemokratiska Kvinnoförbundet (1983–1996).[40][45]
  - Jovenel Moïse, 53, Haitis president 2017–2021.
- 15 juli – Olle Göransson, 91, riksdagsledamot (1964–1988)
- 31 juli – Kenneth Johansson, 65, riksdagsledamot (1996, 1998–2012), landshövding (2012–2018)
- 10 augusti – Maud Björnemalm, 85, kommunalråd i Lindesberg (1980–1985), riksdagsledamot (1985–2002).[40][46]
- 25 augusti – Birgitta Johansson, 78, riksdagsledamot (1976–1998), ordförande näringsutskottet (1994–1998)[40]
- 15 oktober – David Amess, 69, brittisk parlamentsledamot 1983–2021 (mördas).
- 18 oktober – Colin Powell, 84, amerikansk general och republikansk politiker, utrikesminister 2001–2005.
- 6 november – Cissé Mariam Kaïdama Sidibé, 73, malisk politiker, premiärminister 2011–2012.
- 11 november – F.W. de Klerk, 85, sydafrikansk politiker, Sydafrikas president 1989–1994, mottagare av Nobels fredspris 1993.
- 12 november – Jörn Svensson, 85, doktor i ekonomisk historia, riksdagsledamot (1971–1988), europaparlamentariker (1995–1998).[40]
- 18 november – Ragnhild Pohanka, 89, riksdagsledamot (1988–1991, 1994–1998), en av grundarna till Miljöpartiet, språkrör (1984–1986)[40][47]
- 23 november – Chun Doo-hwan, 90, sydkoreansk politiker, president 1980–1988.
- 3 december – Ragnwi Marcelind, 68, riksdagsledamot (1998–2006), statssekreterare (2006–2014)[40][48]
- 5 december
  - Bob Dole, 98, amerikansk republikansk politiker, senator för Kansas i 27 år och presidentkandidat i valet 1996.
  - Ing-Marie Hansson, 89, kommunalråd i Gävle, riksdagsledamot (1979–1988)[40]
- 6 december
  - Kåre Willoch, 93, norsk politiker, statsminister 1981–1986.
  - Inger Koch, 86, riksdagsledamot (1983–1985, 1987–1998)[40][49]
- 20 december – Ingrid Sundberg, 96, riksdagsledamot (1966–1991)[40][50]
- 25 december – Karl-Göran Biörsmark, 85, lärare, riksdagsledamot (1985–2002).[51]
- 26 december  – Károlos Papoúlias, 92, grekisk politiker, president 2005–2015.
- 28 december – Harry Reid, 82, amerikansk demokratisk politiker, senator för Nevada 1987–2017.